# 高圧洗浄機

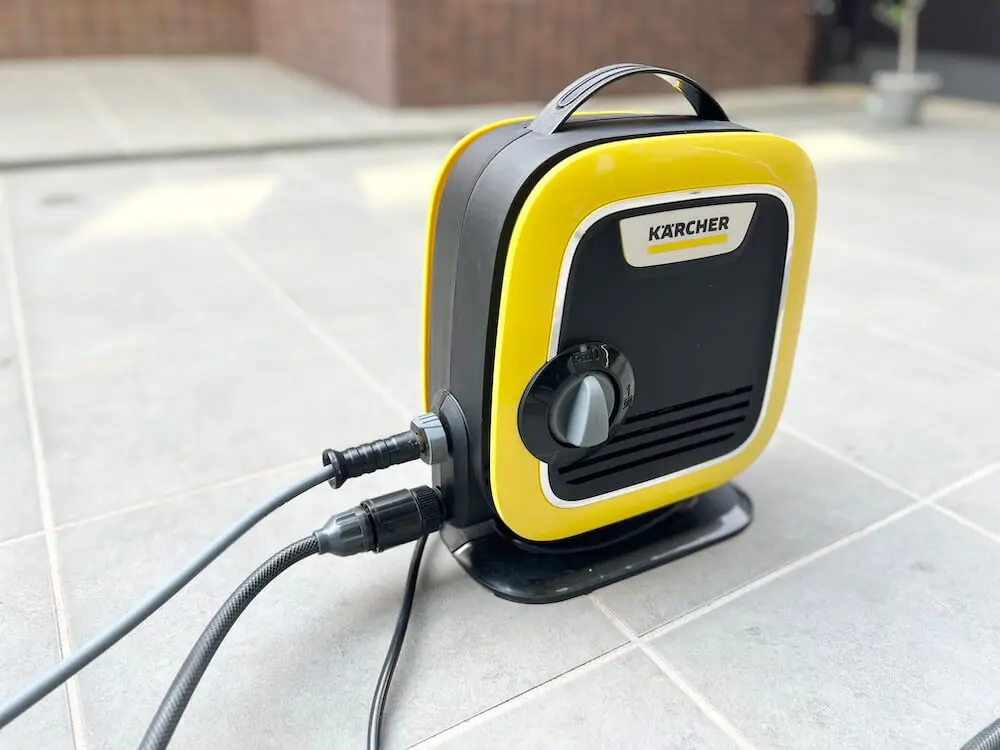
小型の家庭用高圧洗浄機

高圧洗浄機（こうあつせんじょうき）は、電気式やガソリンエンジン式で高圧の水を噴射する掃除を目的とした洗浄機。

## 概要
家庭用の製品は、主に屋外設備の洗浄や洗車などの清掃に用いられる。近年はタンク式やコードレス式の機種が登場し、日本の住環境に合わせた小型タイプや静音タイプの機種も発売されている。蛇口から直接ホースを繋ぐ場合よりも、吐出水量を節約できることをうたう機種もある。
家庭用の高圧洗浄機の販売によって、業者に頼らなくても簡単に清掃が行えるようになった。日本では黄砂や花粉の汚れに対するニーズが高く、家庭では洗車やベランダ掃除で使われることが多い。草花の水やりに使用する場合もある。また、高圧洗浄機の一般的な寿命は5年から10年とされている。
業務用の製品は、水の温度と共にノズルや添加する研磨剤等を使い分けることで、対象物への損傷を防いだり、金属系の錆を落とすことが可能なものも存在する。また同時吸引が可能なもの、水の代わりに温水を使ったもの（ホットジェブロなど）も存在する。

## 起源
1950年にヨーロッパで初となる「高温高圧洗浄機」を開発し特許を取得したのはケルヒャー社（ドイツ）である。
また、米国では1927年にJenny Products社（USA）が「high-pressure Jenny」を開発していた。

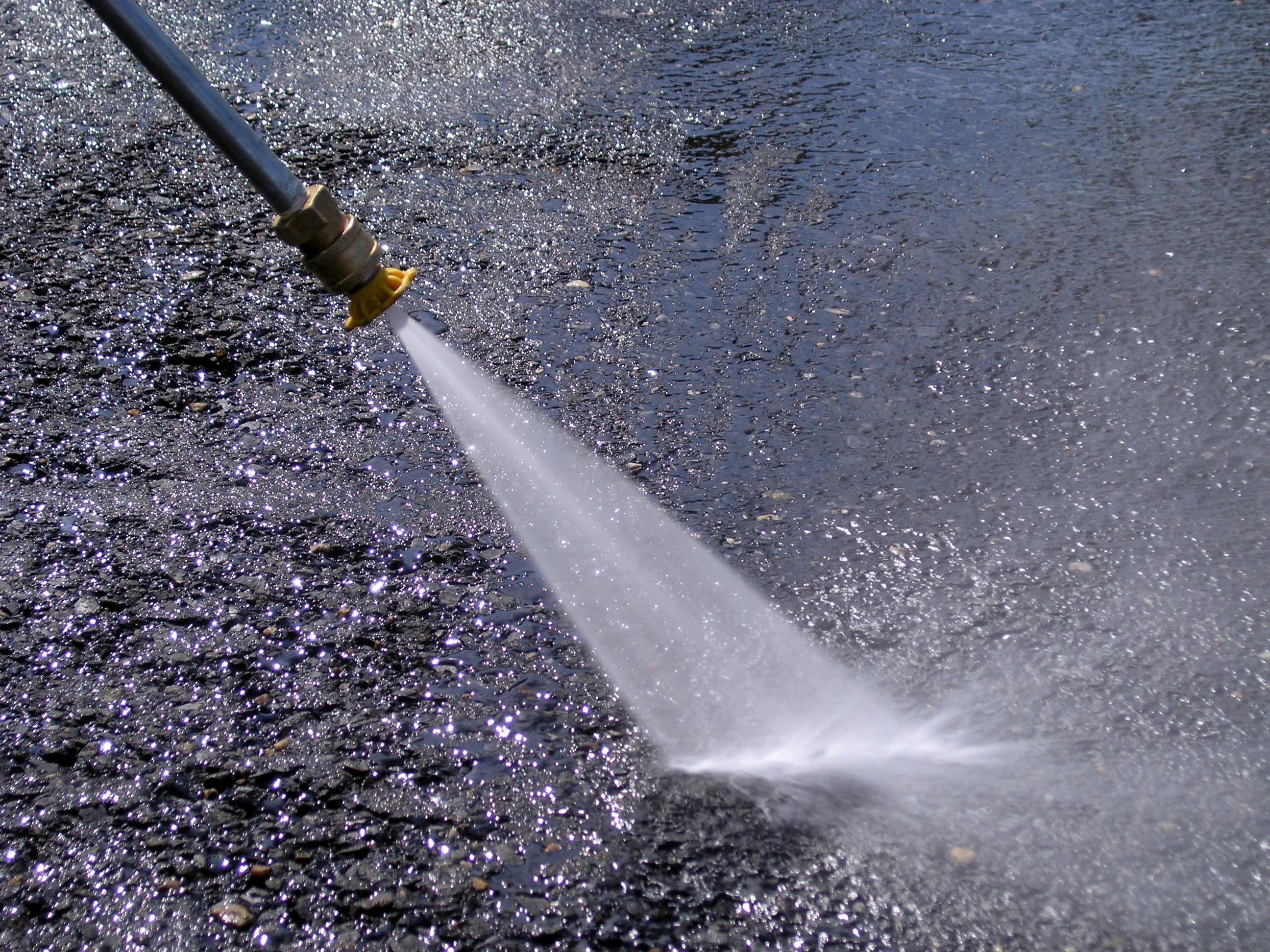
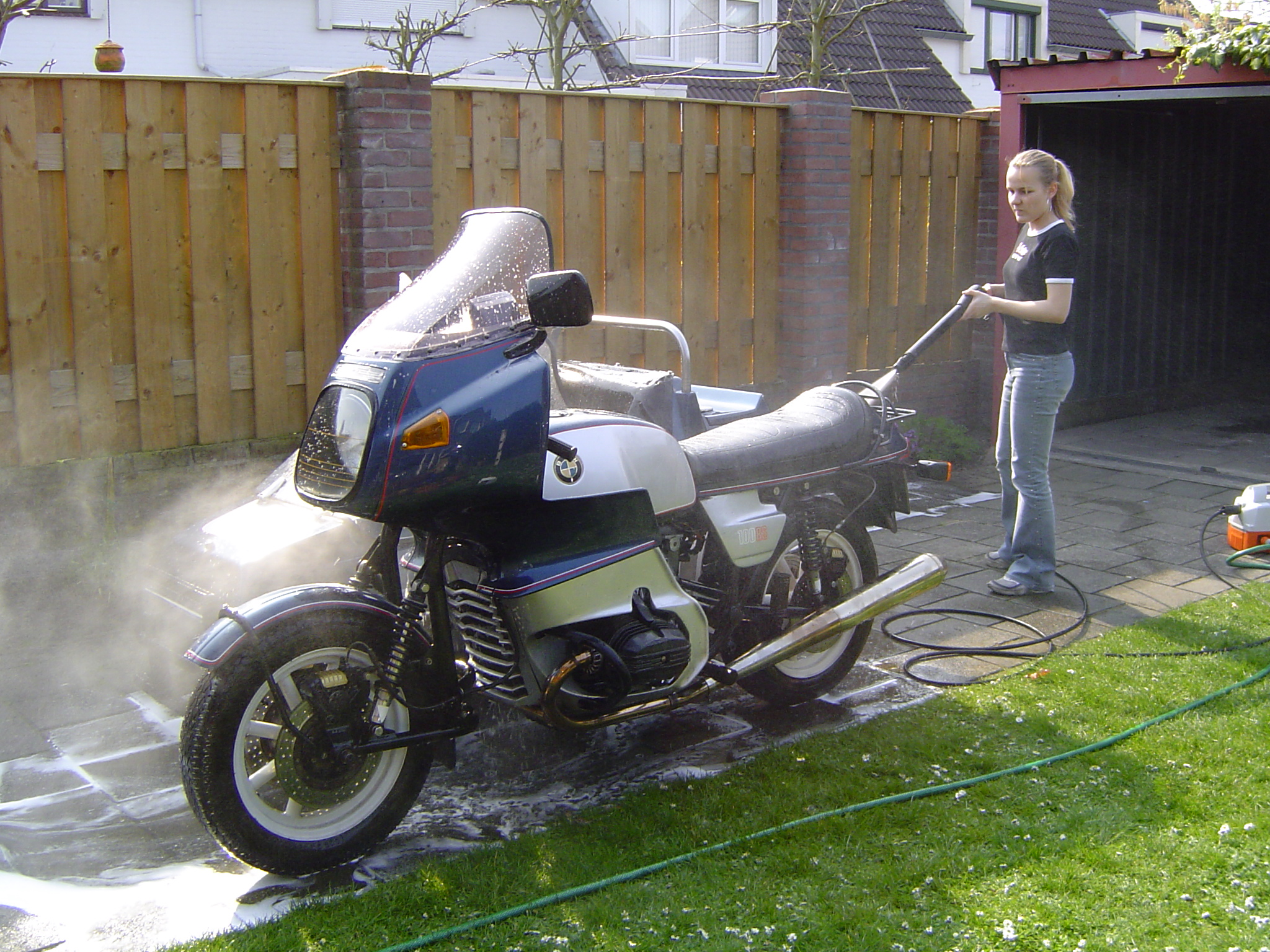

## 主な製品
家庭用及び業務用の高圧洗浄機ともにケルヒャー社が世界的なトップブランドである。日本では他に京セラ（旧リョービ）、アイリスオーヤマ、ヒダカが高圧洗浄機を取り扱っているが、日本国内においてもケルヒャー社のシェアが高い。

## 高圧洗浄アート
2024年11月、佐賀県の「サガプライズ!」プロジェクトの一部として岩屋川内ダムにゴジラの高圧洗浄アートが作られた。

## 高圧洗浄吸引車
高圧洗浄吸引車は道路における放射線物質の除染のために使われている。また透水性・排水性舗装の詰まりを除去するためにも使われている。
除染向けの高圧洗浄吸引車には例えば以下が存在する:
- 兼松エンジニアリング リムーバー3000[7][9]
- 大林組/バイノス/兼松エンジニアリング バイノスRDⅢ工法 ロードリフレッシャー[10]
- 矢野口自工 ターボクリーナー LADOG LN[11]

舗装回復向けの高圧洗浄吸引車には例えば以下が存在する:
- 酒井重工業 クリーンジェット[12]
- 前田道路 スプラッシャ[13]
- 日本ロード・メンテナンス ジェットスイーパー[8]

## 関連作品
- バラエティ番組
  - 『日曜ビッグバラエティ キラピカ王国～ヤバい汚れを全部キレイに！スッキリ映像72連発～』 テレビ東京 2022年7月31日放送[14]
  - 『町工場ワールド頂上決戦 匠 ーTAKUMIー』内「日本vs韓国 高圧洗浄機スピード清掃競走」 テレビ朝日 2024年7月27日放送[15]
  - 『日曜ビッグバラエティ 新幹線 レインボーブリッジ 地下鉄 巨大なモノまるごと洗う!!』 テレビ東京 2024年8月25日放送[16]
  - 『高圧洗浄ヤベンジャーズ　～村を丸ごと洗います～』 テレビ東京 2024年12月7日放送[17]
- ゲーム
  - 『PowerWash Simulator』 - 高圧洗浄機で汚れを落とすことを題材としたゲームソフト。